# 1963 en santé et médecine
| Années de la santé et de la médecine : 1960 - 1961 - 1962 - 1963 - 1964 - 1965 - 1966    |
| Décennies de la santé et de la médecine : 1930 - 1940 - 1950 - 1960 - 1970 - 1980 - 1990 |

Cet article présente les faits marquants de l'année 1963 en santé et médecine.

## Événements
- 19 juillet : première greffe d’un cœur artificiel à Houston. Le patient survit 4 jours.
- 30 septembre : départ de Brest du Thalassa, premier navire océanographique français.
- 17 décembre : création à Paris de l’Institut mondial d’études contre le cancer.
- Décembre : 
  - Commercialisation du valium par les laboratoires Hoffmann-La Roche.
  - Osvaldo Reig décrit Herrerasaurus, l'un des plus anciens dinosaures connu[1].
- Le premier vaccin vivant atténué contre la rougeole est homologué aux États-Unis.

## Décès
- 3 mars : Dorothy Hansine Andersen (née en 1901), pédiatre américaine.